# Anuradha Ghandy
Anuradha Ghandy (28 de marzo de 1954 – 12 de abril de 2008) fue una comunista india, escritora y líder revolucionaria. Fue miembro del ilegalizado Partido Comunista de la India (Maoísta) y miembro fundador del Partido Comunista de la India (marxista-leninista), en Maharastra.
Entre los documentos políticos redactados por el movimiento marxista, Ghandy contribuyó significativamente a los de castas y Feminismo y marxismo. Hizo que las guerrillas se dieran cuenta del potencial de las cooperativas de trabajadores en áreas como la producción agrícola, en Dandakaranya. También fue esencial en cambiar las ideas patriarcales que entonces dominaban en el partido.
En su obituario para Ghandy, con quien era amiga desde los días en que esta última todavía era una estudiante universitaria en la década de 1970, Jyoti Punwani escribió: «"La amenaza naxalita", dice Manmohan Singh, "es la mayor amenaza para el país". Pero recuerdo a una niña que siempre se estaba riendo y que renunció a una vida rica en todos los sentidos para cambiar la vida de los demás».

## Infancia y juventud
Ghandy nació de una generación mayor de comunistas, Ganesh y Kumud Shanbag, que se casaron en la oficina del PCI en Mumbai. Estuvieron en el partido hasta mediados de los 1950, cuando todavía no se había ramificado en las actuales facciones marxistas y maoístas. Ganesh luego ingresó en el Comité de Defensa y se ofreció voluntario para trabajar en los casos presentados contra los comunistas. Kumud ha sido una trabajadora social activa toda su vida, y actualmente está involucrada con un grupo de mujeres. La pareja fue muy progresista en la forma en la que criaron a sus hijos, que luego se convirtieron en revolucionarios. El hermano de Anuradha, Sunil Shanbag, es un dramaturgo progresista radicado en Mumbai que escribe obras revolucionarias de izquierdas.
Anuradha asistió a J. B. Petit School en Santacruz, Mumbai. Los niños estuvieron expuestos a diversos puntos de vista e ideas y se sintieron motivados a leer mucho y a desarrollar sus propios intereses, como la danza clásica y el teatro. En tal hogar, donde las ideas comunistas gozaban de un monopolio, era inevitable que Anuradha se interesara por la política revolucionaria. El período principal para la propaganda comunista en India fueron los 1970, con la Revolución Cultural en China, la oposición a la guerra de Vietnam en los EE. UU. y muchos otros cambios sociales. Fue durante este tiempo que nació Naxalbari, incendiando todo el sur de Asia. Ghandy se involucró entonces con el PROYOM, un grupo de estudiantes radicales.

## Carrera política
En la década de 1970, el Elphinstone College en Mumbai fue un centro para los activistas extremistas de izquierda, y Ghandy jugó un papel principal. Lo que ella vio en los campos de refugiados en Bangladés, golpeado por la guerra, y también en las áreas afectadas por la hambruna de Maharastra antes de eso, debe haberla acercado al trabajo social. Luego ingresó en el Movimiento Progresivo Juvenil (PROYOM: Progressive Youth Movement), desde donde se conectó con el movimiento entonces naxalita. En 1975 participó en el movimiento Dalit Panthers.
Ghandy fue una de las principales figuras en la India en sus días post-emergencia, cuando se fundó el Comité para la Protección de los Derechos Democráticos. Sus intereses en los sindicatos y los movimientos dalit de la región de Vidarbha la llevaron a mudarse de Mumbai a Nagpur en 1982. Fue arrestada varias veces durante esta época, tras lo cual se pasó a la clandestinidad. Hubo menciones de su participación con las tribus en Bastar. Dirigió el subcomité central para la mujer en el partido, trabajando clandestinamente, hasta su muerte.

## Vida personal
En noviembre de 1983, Anuradha Shanbag se casó con Kobad Ghandy, también un revolucionario como ella. Kobad Ghandy proviene de una familia guyaratí-parsi.

## Muerte
Anuradha Ghandy murió de causas relacionadas con la malaria falciparum el 12 de abril de 2008. La esclerosis sistémica había debilitado su sistema inmunitario, lo que provocó un fallo multiorgánico, que era, entre otras cosas, responsable de su mala letra. Fue durante su período en Jharkhand, educando a las tribus contra la opresión de las mujeres en su sociedad, cuando contrajo malaria cerebral. Durante sus últimos días había estado entrenando al cuadro de mujeres para desarrollar habilidades de liderazgo.